# Oued El Abtal
Oued El Abtal là một đô thị thuộc tỉnh Mascara, Algérie. Dân số thời điểm năm 2002 là 19.184 người.